# Priaulx League 2012-13
La Priaulx League 2012-13 fue la 108.ª edición de la máxima categoría de fútbol en Guernsey.

## Tabla de posiciones
|   | Equipos               | PJ | PG | PE | PP | GF | GC  | Pts |
| - | --------------------- | -- | -- | -- | -- | -- | --- | --- |
| 1 | Belgrave Wanderers FC | 24 | 19 | 4  | 1  | 87 | 21  | 61  |
| 2 | Vale Recreation FC    | 24 | 17 | 3  | 4  | 58 | 28  | 54  |
| 3 | Saint Martins FC      | 24 | 13 | 5  | 6  | 74 | 43  | 44  |
| 4 | Northerners AC        | 24 | 11 | 5  | 8  | 62 | 36  | 38  |
| 5 | Sylvans SC            | 24 | 7  | 2  | 15 | 35 | 58  | 23  |
| 6 | Rangers FC            | 24 | 6  | 3  | 15 | 44 | 76  | 21  |
| 7 | Rovers FC             | 24 | 0  | 0  | 24 | 15 | 113 | 0   |